# Trinway (Ohio)
Trinway é um lugar designado pelo censo localizado no condado de Muskingum no estado estadounidense de Ohio. No Censo de 2010 tinha uma população de 365 habitantes e uma densidade populacional de 372,82 pessoas por km².

## Geografia
Trinway encontra-se localizado nas coordenadas 40° 08′ 09″ N, 82° 00′ 45″ O. Segundo o Departamento do Censo dos Estados Unidos, Trinway tem uma superfície total de 0.98 km², da qual 0.98 km² correspondem a terra firme e (0%) 0 km² é água.

## Demografia
Segundo o censo de 2010, tinha 365 pessoas residindo em Trinway. A densidade populacional era de 372,82 hab./km². Dos 365 habitantes, Trinway estava composto pelo 96.99% brancos, 0.27% eram afroamericanos, 0% eram amerindios, 0% eram asiáticos, 0% eram insulares do Pacífico, 0% eram de outras raças e o 2.74% pertenciam a duas ou mais raças. Do total da população 0.27% eram hispanos ou latinos de qualquer raça.